# Wilson Delgado
Wilson Delgado Durán (nacido el 15 de julio de 1972 en San Cristóbal) es un ex infielder dominicano que jugó en las Grandes Ligas de Béisbol principalmente como campocorto para seis equipos de 1996 a 2004.
En 2005, Delgado fue suspendido 30 partidos por usar una sustancia prohibida y por violar la política de drogas de la MLB.